# Левин, Борис Яковлевич
Борис Яковлевич Левин (22 декабря 1906 года, Одесса — 22 августа 1993 года, Москва) — советский математик, специалист в области теории функций.

## Биография
Родился 22 декабря 1906 года в Одессе в еврейской семье.
В 1932 г. окончил Северо-Кавказский университет (Ростов-на-Дону). С 1935 г. по 1949 г. профессор, заведующий кафедрой математики Одесского института инженеров морского флота.
В 1949 г. по приглашению Н. И. Ахиезера переехал в Харьков и с этого времени работал в Харьковском государственном университете.
В 1969 году организовал отдел теории функций в Физико-техническом институте низких температур АН УССР, в котором работал до последних дней (руководил с момента основания отдела до 1986 года).

## Научные интересы
Исследования Б. Я. Левина относятся к теории целых функций, функциональному анализу, гармоническому анализу, теории почти периодических и квазианалитических функций.
Ему принадлежат принципиальные результаты, относящиеся к негармоническим рядам Фурье и к операторам, сохраняющим
неравенства в различных классах целых функций экспоненциального типа. Совместно с Н. И. Ахиезером им была найдена связь экстремальных задач теории целых функций с конформными отображениями на канонические области. Им был введен класс операторов преобразования, составивший базу для решения обратной задачи теории рассеяния.
Известность Борису Яковлевичу Левину принесла созданная им в середине 1930-х годов одновременно с Альбертом Пфлюгером теория целых функций вполне регулярного роста. Эта теория посвящена описанию чрезвычайно широкого класса целых функций, содержащего большинство целых функций, встречающихся в приложениях. Для функций этого класса зависимость между поведением на бесконечности и распределением нулей может быть выражена асимптотическими формулами.
В 1956 году Борис Яковлевич опубликовал свою монографию «Распределение корней целых функций», которая переведена на немецкий и
английский языки и до настоящего времени является настольной книгой многих специалистов, работающих в различных областях математики.
В том же году Борис Яковлевич организовал семинар в Харьковском университете. На протяжении почти 40 лет это была школа для харьковских математиков, работающих в области анализа, а также центром математических исследований.
Борис Яковлевич всегда гордился успехами участников семинара.
В 1997 году в Тель-Авивском университете прошла мемориальная конференция «Целые функции в современном анализе».
В сентябре того же года, Физико-техническим институтом низких температур был проведён международный семинар посвященный памяти Бориса Яковлевича.

В 2006 году в Харькове состоялась международная конференция, посвящённая столетию со дня рождения Бориса Яковлевича Левина.

## Избранные труды
- Распределение корней целых функций , 1956, Гостехиздат , М., 632 стр.
- Nullstellenverteilung ganzer Funktionen, 1962, Math. Lehrbucher und Monographien, Bd. XIV , Akademie -Verlag , Berlin , 512.
- Distribution о f zeros of entire functions, 1964, Amer. Math. Soc , Providence , R . I ., 493 pp. Revised edition , 1980, Amer. Math. Soc , Providence , R.I., 523 pp.
- B.Ya.Levin. Lectures on entire functions. English revised edition. Amer. Math. Soc, Providence, RI, 1996.